# ムベンデ県

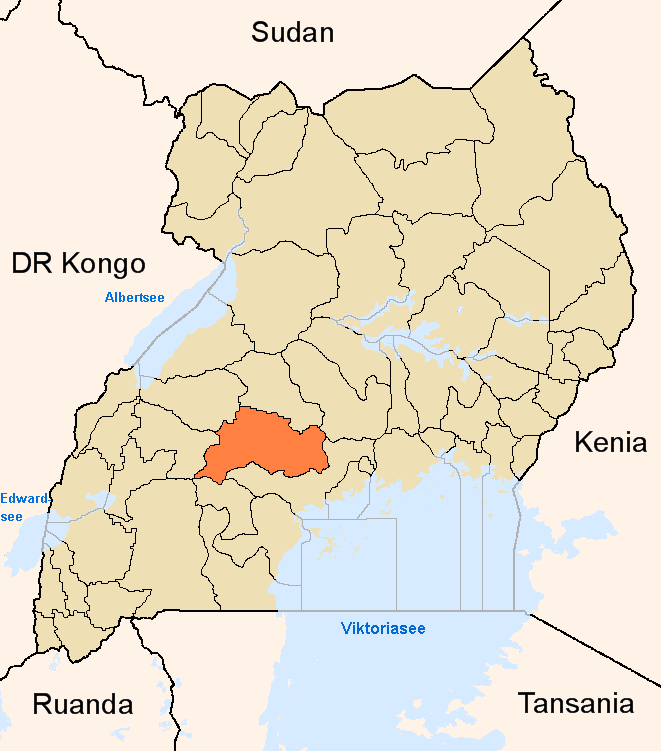
2001年から2005年のムベンデ県

ムベンデ県 (ムベンデけん、Mubende District) はウガンダ南西部、ブガンダ西部の県。1894年にブニョロからブガンダに奪われたムベンデ地方の南部にあたり、1900年にはブウェクラ郡とシンゴ郡に分けられた。1905年には北西のブヤガ郡、北のブガンガジ郡と共にムベンデ県が置かれた。1964年の住民投票の結果ブガヤとブガンガジはブニョロに返還され（のちキバレ県となっ）た。
1991年にシンゴ郡の北部はキボガ県に、2005年7月には東部のミティアナ郡とブスジュ郡がミティアナ県に分割された。西のブウェクラ郡にムベンデTCを含め7、東のカサンダ郡に4の計11副郡が置かれている。2002年の国勢調査人口のうち2005年以降のムベンデ県分は 436,493 人。知事に相当する第5地域議会 (LC5) 議長は国民抵抗運動 (NRM) のカコーザ・ジョゼフ少佐。 
ムベンデはウガンダの伝統信仰におけるチュウェジ王朝の王ンダウラの霊が宿ると言われるナカイマの木がある。ナカイマの木はチュウェジ信仰の巡礼対象となっている。ミティアナ県との間にはワマラ湖がある。

## 隣接する県
南にムピジ県、南西にセンバブレ県、アンコーレ王国のキルフラ県、西にトロ王国のキエンジョジョ県と接する。
- キャンクァンジ県
- キボガ県
- カサンダ県
- ゴンバ県
- センバブレ県
- キェゲグワ県
- キバレ県
- カクミロ県

## 交通
東西にカンパラとムベンデ、キエンジョジョ、フォート・ポータルを結ぶ幹線道及び鉄道が走る。